# نداء الدم (فلم 1987)
نداء الدم هو فيلمٌ مصريٌ أُنتج عام 1987.

## قصة الفيلم
في قرية مصرية، تعيش الشابة الجميلة هنية (نورا) في كنف عمها المصري أحمد (عدوي غيث)، وزوجته (ناهد سمير). يُعجب بها رجل الأعمال الفاسد مسعد القصاص (حسين الشربيني)، فيوعز للمجرم حسان (سامي سرحان) بأن يتزوجها مؤقتاً إلى أن يخرج بها من القرية، ثم يطلقها حسان ليتزوجها هو. لكن هنية، التي تحب ابن عمها عواد المصري (هشام سليم)، ترفض هذا الزواج. يحاول حسان التضييق على أهلها بسمّ حيواناتهم، وحرق محاصيلهم. لكن عواد الشجاع يقوم بتهريب هنية إلى شقته في القاهرة، ثم يتصدى لحسان ورجاله، ويضربهم بمساعدة قريبه حمدان (صبري عبد المنعم). 
يتزوج عواد من هنية، ويعيش معها في القاهرة. يعمل عواد ميكانيكاً لدى الأسطى عرفان، فيما تعمل هنية لدى مصبغة. يقوم  أحد معارف عواد في القرية، بإيعاز من مسعد، بإرسال هدايا لعواد تتضمن مخدرات، ثم يُبلغ عن عواد فيُحكم عليه بالسجن.
يستغل مسعد وحسان فترة سجن عواد للانتقام منه، فيقوم حسان بقتل المصري أحمد، والد عواد، ويضيق على والدته، التي تُصاب بالعمى فلا تجد من يعالجها. وفي القاهرة يوعز مسعد لصاحب المصبغة بطرد هنية، ويخدع أحد المحامين، ويكلفه برفع دعوى طلاق بالنيابة عن هنية من عواد. يطلق عواد هنية معتقداً أنها هي من طلب الطلاق، ثم تتزوج هنية من مسعد بسبب فقرها.   
تحاول هنية بعد أن تزوجت مسعد أن تبحث عن أي دليل يُدينه، فيما يخرج عواد من السجن ويقرر الانتقام من حسان ومن وراءه. يذهب إلى القرية فيقتل، بمساعدة قريبه حمدان، من يعترض طريقه من رجال حسان، ويضرب رجلي حسان، ويفقأ عينيه. 
يعود عواد إلى القاهرة مع أمه، ويتتبع رجال مسعد ويقتلهم الواحد تلو الآخر. فيما يقوم مسعد بقتل والدة عواد، والأسطى عرفان الميكانيكي. ينجح عواد في إيجاد مسعد، وقتله، ويوصي حمدان برعاية هنية.  

## شخصيات الفيلم
- هشام سليم في دور عواد المصري أحمد.
- نورا في دور هنية، زوجة عواد.
- صبري عبد المنعم في دور حمدان، قريب عواد.
- عدوي غيث في دور المصري أحمد، والد عواد.
- ناهد سمير في دور والدة عواد.
- حسين الشربيني في دور مسعد القصاص.
- سامي سرحان في دور حسان غندور.
- فؤاد خليل في دور المحامي.

## وصلات خارجية
- مقالات تستعمل روابط فنية بلا صلة مع ويكي بيانات
- نداء الدم على موقع الدهليز

## مصدر
1. ↑  محمود قاسم، ويعقوب وهبي، دليل الممثل العربي في سينما القرن العشرين، مجموعة النيل العربية، نسخة إلكترونية، 1999،  ص 261.